# Musée archéologique de Nice-Cimiez
Le musée archéologique de Cimiez est un musée consacré à l'histoire antique, situé à Nice (France) sur la colline de Cimiez, ancienne cité romaine de Cemenelum.
Avec le musée de paléontologie humaine de Terra-Amata, il constitue le musée d'archéologie de Nice.

## Historique
Créé en 1960, le musée occupait à l'origine le rez-de-chaussée de l’actuel musée Matisse. En 1989, il fut transféré dans un bâtiment d'allure ultra moderne (architecte: Wladimir Mitrofanoff) implanté sur le site même des vestiges de la cité romaine antique de Cemenelum. Il présente des témoignages archéologiques de l'histoire ancienne de Nice ainsi que des collections antiques provenant d'autres sites. Le musée accueille également des expositions temporaires.

## Collections présentées en exposition permanente
Le musée rassemble de nombreuses céramiques antiques des grandes civilisations méditerranéennes, ainsi que de nombreux objets et ustensiles trouvés dans le sol de Cemenelum et aux alentours.
Parmi les objets remarquables exposés, on peut citer:
- des bornes milliaires de l’époque d’Auguste et d’Hadrien[3] qui jalonnaient  la via Julia Augusta.
- un masque de Silène et des pièces de mobilier en bronze provenant de l’épave du navire antique la Fourmigue.
- le sanglier-enseigne d'Ilonse[4].
- une statue monumentale d'Antonia Minor du Ier siècle, découverte dans le frigidarium des Thermes du Nord en 1957.
- des monnaies de Cornelia Salonina et un socle de statue dédié à l'impératrice.
- des sarcophages en pierre sculptée découverts près du Monastère de Cimiez et dans le quartier de Saint Barthélemy.
- de nombreuses stèles funéraires trouvées près du site mais également d’autres stèles découvertes dans le centre de Nice[5].

Le musée présente également des maquettes des thermes de Cemenelum montrant l'évolution du site au fil des siècles. Sont aussi visibles des photos de quelques campagnes de fouilles menées à Cimiez.

## Expositions temporaires
Dans son niveau inférieur, le musée présente de nombreuses expositions temporaires sur le thème de l'archéologie depuis la Préhistoire jusqu'au Moyen Âge.

## Visite du site archéologique
Accessible depuis le musée, la visite extérieure du site archéologique permet de découvrir les ruines des thermes romains de Cimiez, le site de Cemenelum avec son cardo et son decumanus, et de voir in situ le baptistère paléo-chrétien.